# Толивер, Кристи
Кристи Рене Толивер (англ. Kristi Renee Toliver; род. 27 января 1987 года в Гаррисонберге, штат Виргиния, США) — американская бывшая профессиональная баскетболистка, выступавшая в женской национальной баскетбольной ассоциации. Была выбрана на драфте ЖНБА 2009 года в первом раунде под общим третьим номером клубом «Чикаго Скай». Играет на позиции защитника. Чемпионка ВНБА 2016 года в составе «Лос-Анджелес Спаркс» и 2019 года в составе «Вашингтон Мистикс». С 1 декабря 2023 работает ассистентом главного тренера в клубе ЖНБА «Финикс Меркури».

## Биография

### Начало карьеры
Кристи Толивер родилась в городе Гаррисонберг (штат Виргиния) в семье бывшего судьи НБА Джорджа Толивера и Пегги Толивер. Училась в школе Гаррисонберга и окончила её в 2005 году.
Толивер поступила в Университет Мэриленда, где стала знаменитой, благодаря своей хорошей игре в концовках. В 2006 году выиграла чемпионат NCAA.

### ЖНБА
В 2009 году Толивер была выбрана на драфте ЖНБАв первом раунде под общим третьим номером командой «Чикаго Скай». Перед стартом своего второго сезона в ЖНБА она перешла в «Лос-Анджелес Спаркс». С сезона 2012 года стала выходить в стартовом составе, зарекомендовав себя одним из лучших игроков команды, а в конце августа стала лучшим игроком недели. По итогам сезона Кристи Толивер была названа самым прогрессирующим игроком ЖНБА, набирая в среднем за игру по 17,5 очков, 4,9 передачи и 3,2 подбора.

## Достижения
- Двукратный обладатель Кубка Европы: 2013, 2014.
- Чемпионка Евролиги: 2016.
- Серебряный призёр Евролиги: 2015.
- Бронзовый призёр Евролиги: 2017
- Чемпионка России: 2015, 2016, 2017
- Чемпионка женской НБА: 2016, 2019.